# Прикордонна торгівля
Прикордонна торгівля — вид міжнародного товарообміну, який здійснюється торговими організаціями та фірмами прикордонних районів окремих країн (що мають спільні кордони) на основі угод про торгівлю і платежі та щорічних протоколів. Такі товарообмінні операції здійснюють зовнішньоторгові об'єднання та організації, споживспілки країв та областей передусім за рахунок товарів місцевого виробництва. З цією метою організовуються виставки товарів (де підписуються контракти), завчасно узгоджуються асортимент і кількість поставок.